# Сент-Томас
Сент-Томас (Святого Томи, англ. Saint Thomas, дан. Sankt Thomas) — один з островів, що належить Американським Віргінським Островам, розташований у Карибському морі.

## Географія
На острові знаходиться столиця території, порт Шарлотта-Амалія. Згідно з переписом у США 2000 року на острові проживало 51 181 мешканців — 47 % всього населення Американських Віргінських островів. Територія Сент-Томаса становить 80,9 км². Найбільш освоєний з американської частини островів.

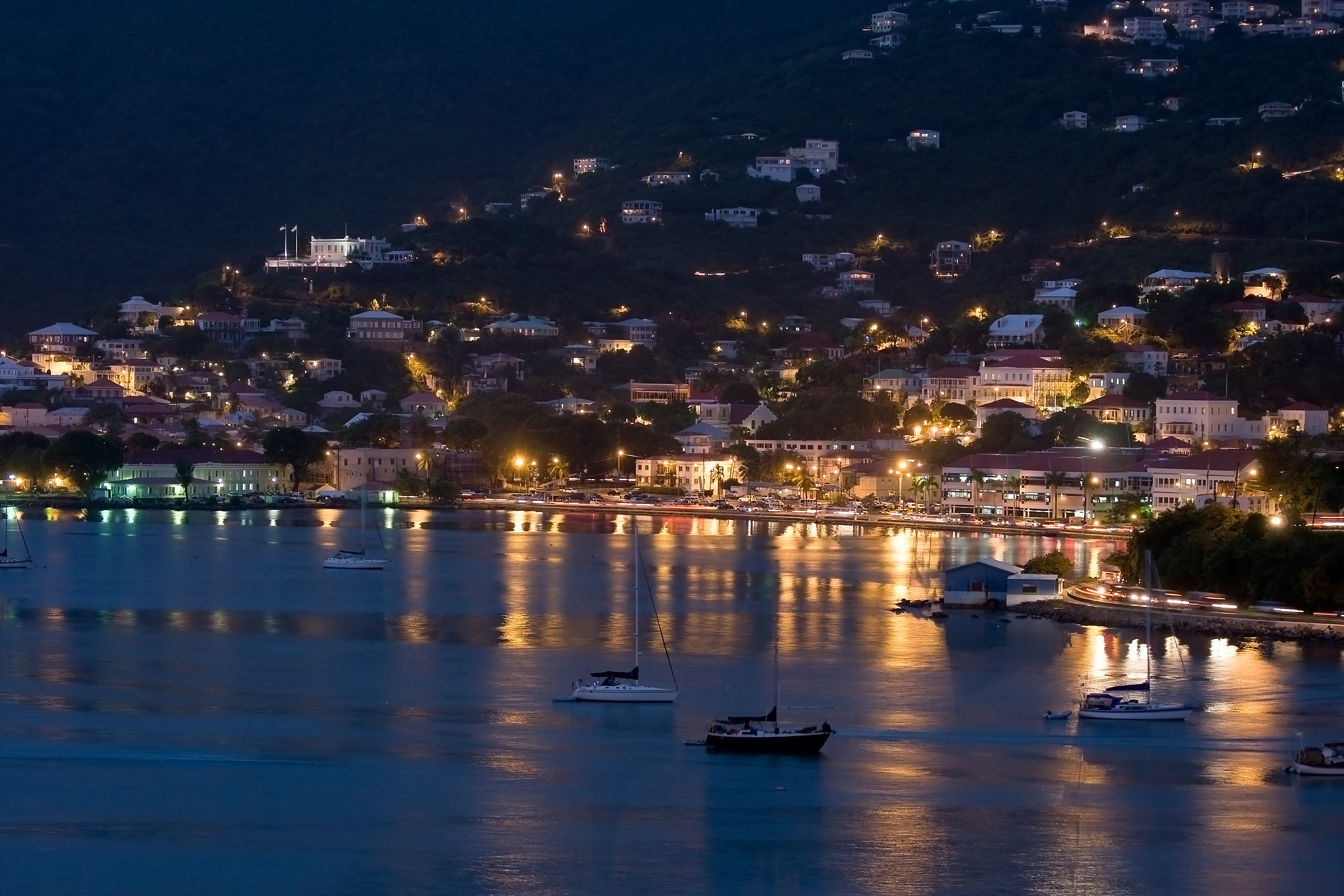
Гавань Сент-Томаса

Сент-Томас складається з таких районів (в дужках населення на 2000 рік):
- Шарлотта-Амалія (18 914)
- Нортсайд (8 712)
- Туту (Сент-Томас) (8 197)
- Іст-Енд (Сент-Томас) (7 672)
- Саутсайд (5 467)
- Вест-Енд (2 058)
- Вотер-Айленд (161)

## Історія
Острів був уперше заселений індіанцями племені сібонеїв близько 1500 до н. е. Їх змінили араваки, а потім кариби. Сент-Томас був помічений Колумбом 1493 року під час другої подорожі до Америки. Пізніше індіанці на острові вимерли через хвороби, занесені європейцями, а сам острів протягом півтора сторіччя використовувався піратами.
Вперше острів був колонізований Голландською Вест-Індською компанією в 1657 році. В 1666 році острів захопили данці.

## Пам'ятки культури
- Форт Крістіан, збудований в 1672 році для захисту Шарлотти-Амалії від піратів і європейських армій. В ньому розташований музей Віргінських островів.
- Канатна дорога і оглядовий майданчик Перадайс-Пойнт з видом на острів і його околиці
- Морська обсерваторія Корал Ворлд з акваріумами і підводною вежею спостережень
- Замок Чорної Бороди